# Castiglione Messer Marino
Castiglione Messer Marino är en ort och kommun i provinsen Chieti i regionen Abruzzo i Italien. Kommunen hade 1 678 invånare (2018).